# ضربه قوچ

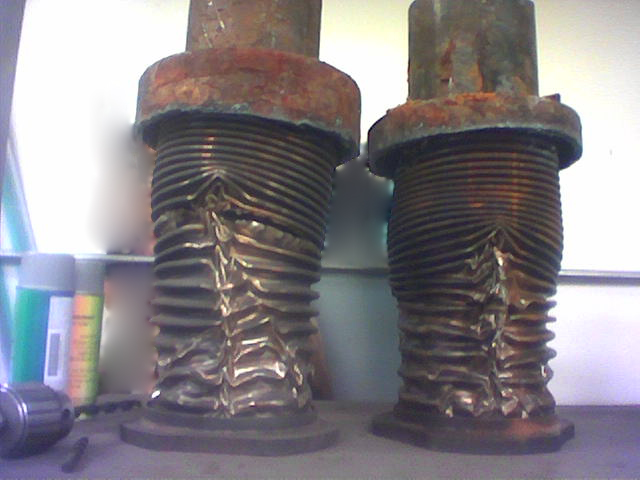
تصویر،لوله های انتقال بخار با فشار 150_300 پی‌اس‌آی را نشان می‌دهد که به واسطه پدیده ضربه قوچ در فشار بیش از 5000پی‌اس‌آی از بین رفته‌اند

ضربهٔ قوچ افزایش فشار یا موجی است که در شاره‌های در حال حرکت پس از توقف یا تغییر مسیر ناگهانی پیش می‌آید. این افزایش فشار معمولاً هنگامی رخ می‌دهد که شیری در مسیر حرکت شاره (آب یا گاز) ناگهان بسته می‌شود.
ضربه قوچ که در بعضی از متون فارسی از آن به عنوان «چکش آبی» Water Hammering هم یاد شده از ترجمه واژه فرانسوی (Coup De Belier*) آمده‌است. این پدیده در خطوط لوله جریان تحت فشار و مجاری باز اتفاق می‌افتد و به‌وضوح بر قوانین فشار، تغییرات آبی یا تغییرات سرعت جریان و شرایط زمانی و مکانی حرکت سیال استوار است. در بعضی از سیستم‌های هیدرولیکی تحت فشار، نظیر خطوط انتقال آب، نفت یا شبکه‌های توزیع و لوله‌های آب بر منتهی به توربین‌ها، تونل‌های آبی، سیستم‌های پمپاژ و جریان‌های ثقلی، پدیده ضربه قوچ با ایجاد موج‌های سریع، زودگذر و میرا موجب خطرات گوناگونی می‌شود. گاهی قدرت تخریبی این موج‌های فشار به حدی است که نتایج وخیمی به بار می‌آورد. ترکیدن خطوط لوله در سیستم‌های انتقال و شبکه‌های توزیع، خرابی و شکسته شدن شیرها، دریچه‌های کنترل و پمپ‌ها از نمونه‌های بارز تأثیر این پدیده می‌باشد.
برای نمونه، در سال ۱۹۳۴ میلادی قدرت تخریبی ضربه قوچ در پروژه‌ای موجب شده که قطعه‌ای از اطراف خط لوله به وزن ۱۲ تن تا فاصله ۵۰ متری پرتاب شود. در واقع امروزه در کلیه طرح‌های انتقال آب یا سیستم‌های انتقال سیالات دیگر، بررسی و مطالعه دقیق ضربه قوچ به عنوان یک امر لازم و ضروری می‌باشد تا با شناخت کامل اثر آن، برای کنترل اثرات سوء این فرایند تمهیدات مناسب اتخاذ گردد.

## روش‌های جلوگیری از اثر ضربه قوچ
1. ساده‌ترین روش کاهش اثر ضربهٔ قوچ اینست که با افزایش قطر لوله از سرعت جریان پمپ کاست. البته با در نظر گرفتن جنبه اقتصادی که دقت ویژه‌ای را می‌طلبد.
2. با افزایش مدت زمان ایستادن پمپ که این کار معمولاً با قراردادن چرخ لنگر در محور پمپ انجام می‌گیرد. البته باید جرم چرخ به صورت دقیق محاسبه گردد.
3. با قرار دادن شیرهای الکتریکی پشت پمپ مدت زمان بستن و بازکردن شیر را به دلخواه تنظیم نمود تا پیش از روشن و خاموش کردن پمپ از آن استفاده نمود.
4. استفاده از اتصالات انعطاف پذیر Expansion Joint نیز یکی از راه های کاهش تاثیرات ضربه قوچ می باشد. به‌صورت خاص استفاده از لرزه گیرهای لاستیکی Rubber Expansion Joints تاثیرات اثبات شده ای در این زمینه دارد.
5. با قرار دادن شیر خودکار هواده وهوا گیر پس از پمپ، موجب می‌شوند که هنگام ایجاد مکش هوا وارد لوله شده وهنگام برگشت موج فشار هوا از لوله بیرون رود.
6. با کمک خفه کننده‌ها مانند منبع‌های هوای فشرده و برج تعادل مانع از کاهش آنی سرعت جریان در لوله می‌گردند.
7. برای کاستن سرعت موج انتخاب نوع لوله مؤثر می‌باشد به‌طور مثال با استفاده از لوله‌های انعطاف‌پذیری مانند انواع لوله‌های پلی اتیلنی می‌توان مقدار سرعت موج را کاهش داد.
8. سرج تانک یا تانک ضربه گیر جهت جلوگیری از فشار مثبت و منفی مخرب